# Kwangmyongsong-2
Kwangmyŏngsŏng-2 (Hangul: 광명성 2호, âm Hán-Việt: Quang Minh Tinh 2, nghĩa là "Ngôi sao sáng-2") là một vệ tinh của Cộng hòa Dân chủ Nhân dân Triều Tiên. Bình Nhưỡng đã phóng một quả tên lửa tầm xa từ một căn cứ nằm ở bờ biển phía đông nước này vào hôm Chủ Nhật ngày 5 tháng 4 năm 2009. Vụ phóng tên lửa diễn ra vào lúc 11:30 giờ địa phương (02:30 giờ UTC) từ bệ phóng Musadan-ri ở miền Đông Bắc Triều Tiên.
Giới chức Mỹ và Hàn Quốc nói CHDCND Triều Tiên đã không đưa được vệ tinh lên quỹ đạo, trong khi Bình Nhưỡng khẳng định vệ tinh đã lên và đang truyền các bài hát cách mạng. Chính phủ Nhật Bản nhận định có vẻ như quả tên lửa trên đã bay qua không phận Nhật Bản và đến được căn cứ không quân ở Thái Bình Dương. Trước đó, Bình Nhưỡng tiết lộ phần đầu của tên lửa sẽ rơi ở Biển Nhật Bản, cách bờ biển của Nhật khoảng 75 km và phần thứ hai sẽ rơi ở Thái Bình Dương. Như vậy là CHDCND Triều Tiên đã thực hiện vụ phóng tên lửa mà họ cho rằng để đẩy một vệ tinh truyền thông lên quỹ đạo bất chấp áp lực của cộng đồng quốc tế buộc họ phải từ bỏ kế hoạch của mình.

## Trước vụ phóng tên lửa
Vào tháng 2 năm 2009, CHDCND Triều Tiên đã công bố kế hoạch phóng một vệ tinh viễn thông lên quỹ đạo, một động thái khiến Nhật Bản, Mỹ, Hàn Quốc và cộng động quốc tế lo ngại. Các nước này cho rằng kế hoạch phóng vệ tinh của CHDCND Triều Tiên chỉ là một cái vỏ bọc cho chương trình thử nghiệm tên lửa tầm xa của họ. Tuy nhiên, CHDCND Triều Tiên khẳng định chương trình của họ chỉ nhằm mục đích hòa bình.
Vào thứ Sáu ngày 3/4/2009, Tổng thống Hoa Kỳ Barack Obama cảnh báo hành động của Triều Tiên có thể là một hành động "khiêu chiến". Trước đó, trong tuần qua, Hàn Quốc, Nhật Bản và Mỹ dọa sẽ đưa vấn đề phóng vệ tinh của CHDCND Triều Tiên lên Hội đồng Bảo an Liên Hợp Quốc nếu nước này một mực theo đuổi tham vọng của mình.
CHDCND Triều Tiên vẫn khẳng định họ phóng vệ tinh thông tin vào quỹ đạo nhưng Mỹ, Hàn, Nhật cho rằng đây là màn che mắt cho một vụ thử tên lửa tầm xa.

## Chi tiết vụ phóng
Bình Nhưỡng bắn tên lửa tầm xa Kwangmyongsong-2 sáng 5 tháng 4 năm 2009 bất chấp sức ép của cộng đồng quốc tế. Theo phát ngôn viên chính phủ Hàn Quốc, quả tên lửa rời bệ phóng Musudan-ri ở Đông Bắc Triều Tiên lúc 11:30 giờ địa phương. Washington DC cũng xác nhận rằng vụ bắn thử đã diễn ra. Theo chính phủ Nhật, quả tên lửa bay qua lãnh thổ nước này và rơi xuống Thái Bình Dương. Theo chính phủ Hàn Quốc, quả tên lửa mang theo vệ tinh, điều mà Bình Nhưỡng vẫn khẳng định.
Chánh Văn phòng Nội các Nhật Bản Kawamura Takeo cho rằng dù tên lửa này mang vệ tinh, động thái của Triều Tiên vẫn vi phạm nghị quyết của Hội đồng Bảo an, trong đó cấm mọi hành động tên lửa đạn đạo của nước này.
Cộng hòa Dân chủ Nhân dân Triều Tiên cho rằng vệ tinh viễn thông đã bay vào quỹ đạo và đã hoạt động. Ngày 7/4, Triều Tiên đã công bố đoạn băng ghi lại toàn bộ quá trình phóng vệ tinh. Tuy nhiên, Nam Triều Tiên, Nhật Bản và Mỹ cho rằng vẫn chưa thấy dấu hiệu vệ tinh của Triều Tiên xuất hiện trong không gian. Họ cho rằng vệ tinh này đã rơi xuống biển Thái Bình Dương. Các nước này lo ngại rằng Triều Tiên thực chất là tiến hành một vụ thử tên lửa đạn đạo tầm xa.
Triều Tiên cũng cảnh báo Nhật Bản chấm dứt việc cử tàu chiến nhằm tìm kiếm các mảnh vụn của tên lửa đẩy vì Triều Tiên cho rằng những hành động như vậy là hoạt động gián điệp và là sự "chọc tức quân sự không thể tha thứ".

## Phản ứng
Phát ngôn viên Bộ Ngoại giao Hoa Kỳ Fred Lash tuyên bố đây là hành động khiêu khích và Washington sẽ có những bước đi phù hợp để cho Bình Nhưỡng thấy họ không thể đe dọa sự an toàn của các nước khác. Lash nói thêm hành động của Triều Tiên đã vi phạm nghị quyết 1718 của Hội đồng Bảo an. Nghị quyết này được đưa ra 5 ngày sau khi Bình Nhưỡng thử hạt nhân năm 2006.
Seoul tuyên bố động thái của Bình Nhưỡng gây mối đe dọa nghiêm trọng đến sự ổn định trên bán đảo Triều Tiên. "Chúng tôi không thể kiềm chế sự thất vọng và đáng tiếc về hành động đầy coi thường của Triều Tiên", phát ngôn viên của Tổng thống Hàn Quốc Lee Dong-kwan nói.
Tokyo không đánh chặn quả tên lửa này vì như tuyên bố trước đó, họ chỉ ra tay khi quả tên lửa có khả năng rơi xuống lãnh thổ Nhật. Tuy nhiên, nước này sẽ yêu cầu Hội đồng Bảo an Liên Hợp Quốc họp khẩn. Việt Nam chú ý đến diễn biến phóng tên lửa và cũng hy vọng các bên liên quan phản ứng thận trọng và xử lý thỏa đáng, không để tình hình trở nên phức tạp, ảnh hưởng đến hòa bình, ổn định ở khu vực Đông Bắc Á.
Trong một diễn biến khác, Hội đồng Bảo an LHQ tranh luận về khả năng có nên trừng phạt Triều Tiên xung quanh vụ phóng vệ tinh này hay không. Nhật Bản và Mỹ ép Hội đồng Bảo an đưa ra một nghị quyết gia hạn các lệnh cấm vận hiện thời đối với Cộng hòa Dân chủ Nhân dân Triều Tiên. Lệnh cấm vận này được đưa ra sau khi nước này tiến hành một vụ thử hạt nhân vào năm 2006.
Tuy nhiên, Trung Quốc và Nga lại tỏ ra thận trọng hơn. Moskva cho rằng vụ phóng vệ tinh là đáng lo ngại nhưng Nga cũng kêu gọi không nên đi đến một kết luận vội vàng trong khi Trung Quốc lại cho rằng Bình Nhưỡng có quyền theo đuổi các chương trình không gian hoà bình.

## Cộng hòa Dân chủ Nhân dân Triều Tiên tổ chức chào mừng phóng vệ tinh thành công
Vào thứ tư 8 tháng 4, hàng chục ngàn người Triều Tiên đã tụ tập tại thủ đô Bình Nhưỡng để ăn mừng sự kiện phóng vệ tinh thành công. Các hoạt động chào mừng được diễn ra tại Quảng trường Kim Nhật Thành. Quốc hội của nước này nhóm họp vào ngày 9/4. Phiên họp này của Quốc hội là dịp để bầu nhà lãnh đạo Kim Chính Nhật vào lại vị trí quan trọng nhất của đất nước - Chủ tịch Uỷ ban Quốc phòng, đồng thời củng cố lại quyền lực của ông bất chấp những đồn đại về vấn đề sức khoẻ trong thời gian gần đó.
Các nhà phân tích cho rằng, thời điểm phóng vệ tinh, hoạt động chào mừng thành công và hình ảnh của Chủ tịch Kim xuất hiện trên truyền hình đều đi đến một mục đích cuối cùng là củng cố sự hậu thuẫn của người dân Triều Tiên đối với ông trước cuộc họp của Quốc hội.

## Liên Hợp Quốc lên án
Vào thứ bảy, 11 tháng 4, sáu thành viên thường trực của Hội Đồng Bảo An đã đồng ý với bản tuyên bố có lời lẽ cứng rắn, như một thỏa hiệp giữa sự bất động và đòi hỏi của Tokyo để đi tới một nghị quyết mới có hiệu lực ràng buộc về pháp lý. Vào chủ nhật, 12 tháng 4, sáu cường quốc thế giới đã đồng ý về một dự thảo tuyên bố của Hội Đồng Bảo An Liên Hợp Quốc lên án vụ phóng hỏa tiễn của Triều Tiên, nhưng các nhà phân tích tại Á Châu nói lời kêu gọi nhằm áp dụng các chế tài cứng rắn hơn đối với Bình Nhưỡng có thể chỉ có tính cách tượng trưng.
Theo các nhà phân tích, quyết định sẽ ký vào bản tuyên bố cứng rắn cho thấy dấu hiệu Bình Nhưỡng có thể sẽ làm ngơ tuyên bố, mặc dù lời trước đây họ đe dọa sẽ có những biện pháp mạnh nếu hội đồng hành động, phần lớn vì hậu quả của bất cứ chế tài nào cũng có giới hạn. Bản dự thảo tuyên bố nói Hội Đồng Bảo An lên án vụ phóng hỏa tiễn vào ngày 5 tháng 4 của Triều Tiên, "trái với nghị quyết số 1718 của Hội Đồng Bảo An."
Với sự hậu thuẫn của năm thành viên thường trực và Nhật Bản, hầu như chắc chắn toàn thể hội đồng gồm 15 thành viên sẽ chấp thuận bản tuyên bố trong một cuộc họp được triệu tập vào trưa thứ hai, 13 tháng 4. Mặc dù bản tuyên bố không minh thị tuyên bố Bình Nhưỡng vi phạm Nghị quyết 1718, các nhà ngoại giao nói lời lẽ trong dự thảo nói CHDCND Triều Tiên đã đi ngược lại nghị quyết, một nhượng bộ khiến Bắc Kinh có thể chấp nhận, cũng có cùng ý nghĩa pháp lý.